# Johnnie Parsons
Johnnie Parsons, född den 4 juli 1918 i Los Angeles, Kalifornien, USA, död den 8 september 1984, var en amerikansk racerförare.

## Racingkarriär
Parsons tävlade i Kalifornien med midghet cars under andra världskriget. Efter krigsslutet började han tävla i AAA:s National Championship, där han kom att bli oerhört framgångsrik under ett par års tid. Först vann han mästerskapet säsongen 1949. Han blev tvåa i Indianapolis 500 samma år, innan han vann tävlingen i maj 1950. Han slutade därefter trea i det nationella mästerskapet senare säsongen 1950. Segern i Indy 500 räknades till Förar-VM säsongen 1950, vilket gjorde att Parsons registrerades för en Grand Prix-seger. Efter att ha blivit sexa i mästerskapet säsongen 1951, gick Parsons karriär utför, och han lyckades efter en vinst säsongen 1952 aldrig mer vinna ett mästerskapsrace.